# Mercè Canela i Garayoa
Mercè Canela i Garayoa (Sant Guim de Freixenet, la Segarra, 11 de juliol de 1956) és una escriptora catalana.

## Biografia
Estudià arqueologia a la Universitat Autònoma de Barcelona. Tot i la seva formació, comença a treballar com a bibliotecària a la mateixa universitat i el 1986 es trasllada a Brussel·les, on treballa durant set anys com a documentalista al si de la Comunitat Europea.
De molt jove comença a escriure i es declara fonamentalment escriptora. L'any 1976 l'editorial La Galera li publica una primera narració per a joves De qui és el bosc?, i el mateix any guanya el Premi Josep M. Folch i Torres amb l'obra L'escarabat verd. Ha escrit i publicat nombroses obres de literatura infantil i juvenil, sobretot novel·les, amb una diversitat de gèneres i una temàtica variada: fantasia, realisme, realisme màgic, humor, aventura, intriga..., algunes de les quals han estat guardonades. El 1984 va formar part de la Llista d'Honor de l'IBBY per Asperú, joglar embruixat.
Té una important producció com a traductora al català d'obres de l'alemany, el castellà, el francès i l'italià. També té publicada una obra: Un passeig pel Poble Espanyol (Beta, Barcelona, 1998), que explica la història del Poble Espanyol de Montjuïc a Barcelona.
El 1980 entra a formar part del Consell de Redacció de la revista Cavall Fort i n'és directora des de 1998. També és directora de la revista El Tatano.

### Narrativa infantil i juvenil
- De qui és el bosc? (La Galera, Barcelona, 1976).
- L'ESCARABAT VERD. (La Galera, Barcelona, 1977).
- Utinghami, el rei de la boira (La Galera, Barcelona, 1979).
- La fantasia inacabable d'Antoni Gaudí (Blume, Barcelona, 1980).
- Quan l'Eloi va ser música (La Galera, Barcelona, 1981).
- Asperú, joglar embruixat (La Galera, Barcelona, 1982).
- Lluna de tardor. (La Magrana, Barcelona, 1982).
- A una mà el sol i a l'altra la lluna (Argos-Vergara, Barcelona, 1982).
- Un gat dalt del teulat (La Galera, Barcelona, 1983).
- Globus de lluna plena (Argos-Vergara, Barcelona, 1983).
- Els set enigmes de l'iris (La Galera, Barcelona, 1984).
- El planeta dels set sols. (Xarxa de Biblioteques Soler i Palet, Terrassa, 1985 / Barcelona: La Magrana, Barcelona, 1993).
- Ara torno. (La Magrana, Barcelona, 1985).
- L'ou de cristall (La Galera, Barcelona, 1987).
- Nicolaua braç de ferro (Teide, Barcelona, 1987).
- El rastre de les bombolles. (La Magrana, Barcelona, 1990).
- S'ha de ser animal! (Cruïlla, Barcelona, 1992).
- Les portes del temps (Cruïlla, Barcelona, 1995).
- Per un plat de macarrons. (Cruïlla, Barcelona, 1997).
- La casa de les acàcies. (Barcanova, Barcelona, 1997).
- Els dimarts del senyor F. (Cruïlla, Barcelona, 1998).
- Una pintura als llençols. (Cruïlla, Barcelona, 2004).
- La butxaca prodigiosa (Cruïlla, Barcelona, 2007).

### Traduccions
- De l'alemany
  - AUER, Martin: Allò que ningú no pot saber [Was niemand wissen kann]. (La Galera, Barcelona, 1989).
  - BOGE-ERLI, Nortrud: El porc viatger [Emil Reiseschwein und die Meermonster]. (Cruïlla, Barcelona, 1997).
  - DIECK, Barbara: Un viatge mogudet [Klassenfahrt und coole Typen]. (Cruïlla, Barcelona, 1997).
  - MENSCHING, Gerhard: L'amic fantasma [Das Gespenterfreund]. (La Galera, Barcelona, 1990).
  - NÖSTLINGER, Christine: L'autèntica Susi [Echt Susi]. (Cruïlla, Barcelona, 1996).
  - PLUDRA, Benno: El cor del pirata [Das Herz des Piraten]. (La Galera, Barcelona, 1986).
- Del castellà
  - LALANA, Fernando: El Papu està pioc [El Coco está pachucho]. (Casals, Barcelona, 1997).
- Del francès
  - DEMEURE, Jean-Paul: Milac [Milac]. (Cruïlla, Barcelona, 0000)
  - FERRI, Jean-Yves; LARCENET, Manu: El retorn a la terra 1. L'autèntica vida. (Bang, Barcelona, 2006).
  - FERRI, Jean-Yves; LARCENET, Manu: El retorn a la terra 2. Els projectes [Le retour à la terre 2. Les projets]. (Bang, Barcelona, 2006).
- De l'italià
  - BARICCO, Alessandro: Seda [Seta]. (La Magrana, Barcelona, 1997).
  - BARICCO, Alessandro: Oceà [Oceano Mare]. (La Magrana, Barcelona, 1997).
  - BARICCO, Alessandro: Terres de vidre [Castelli di Rabbia]. (La Magrana, Barcelona, 1998).
  - BARICCO, Alessandro: Novecento: un monòleg [Novecento: un monologo]. (La Magrana, Barcelona, 2000).

### Obra de l'autora traduïda a altres llengües
- Traduccions de Asperú, joglar embruixat
  - Castellà. Asperú, el juglar embrujado. (Trad. Jesús Ballaz Zabalza). La Galera, Barcelona, 1983.
- Traduccions de A una mà el sol i a l'altra la lluna
  - Castellà. En una mano el sol y en la otra la luna. (Trad. María Eugenia Rincón). Argos-Vergara, Barcelona, 1982.
  - Èuscar. Esku batez eguzkia eta besteaz ilargia. (Trad. Josu Landa). Argos-Vergara, Barcelona, 1983.
  - Gallec. Nunha mano o sol e na outra a lúa. (Trad. Basilio Losada). Argos-Vergara, Barcelona, 1982.
- Traduccions de De qui és el bosc?
  - Castellà. ¿De quién es el bosque?. (Trad. Maria del Carmen Rute). Barcelona: La Galera, Barcelona, 1976.
  - Èuscar. Norena da basoa?. (Trad. Joxan Ormazábal). Euskal Liburu eta Kantuen Argitaldaria, Donostia, 1981.
- Traduccions de El rastre de les bombolles
  - Castellà. Partitura para saxo. (Trad. Rosa Huguet). SM, Madrid, 1993.
- Traduccions de Els set enigmes de l'iris
  - Castellà. Los siete enigmas del iris. (Trad. Angelina Gatell). La Galera, Barcelona, 1984.
- Traduccions d'En Pere trapella
  - Bretó. Pêr al Lankon. (Trad. Beatris Jouin). An Here, Kemper, 1989.
  - Castellà. Pedro pícaro. (Trad. José Antonio Pastor Cañada). La Galera, Barcelona, 1983.
  - Sard. Pedru Matzone. (Trad. Diegu Corraine). Papiros, Nùgoro, 1989.
- Traduccions de Globus de lluna plena
  - Castellà. Globo de luna llena. (Trad. Julia Goytisolo). Argos-Vergara, Barcelona, 1983.
  - Èuscar. Ilargi beteko globoak. (Trad. Josu Landa). Argos-Vergara, Barcelona, 1983.
  - Gallec. Globo de lúa chea. (Trad. Carlos Casares). Argos-Vergara, Barcelona, 1982.
- Traduccions de L'escarabat verd
  - Castellà. El anillo del mercader. (Trad. María Luisa Lissón). La Galera, Barcelona, 1977.
- Traduccions de L'oca d'or
  - Castellà. La oca de oro. (Trad. José Antonio Pastor Cañada). La Galera, Barcelona, 1984.
  - Suec. Guldgansen. (Trad. Yvonne Blank). Almqvist & Wiksell, Estocolm, 1986.
- Traduccions de L'ou de cristall
  - Castellà. El huevo de cristal. (Trad. Angelina Gatell). La Galera, Barcelona, 1987.
- Traduccions de Nicolaua, braç de ferro
  - Castellà. Nicolasa, muñeca de hierro. (Trad. Carme Pallach). Teide, Barcelona, 1987.
- Traduccions de Quan l'Eloi va ser música
  - Castellà. Eloy un día fue música. (Trad. José Antonio Pastor Cañada). La Galera, Barcelona, 1981.
- Traduccions d'Un gat dalt del teulat
  - Castellà. Un gato en el tejado. (Trad. Mercedes Caballud). La Galera, Barcelona, 1983.
- Traduccions d'Un passeig pel Poble Espanyol
  - Anglès. A walk through the Spanish Village. Beta, Barcelona, 1998.
  - Castellà. Un paseo por el Pueblo Español. Beta, Barcelona, 1998.
- Traduccions de Utinghami, el rei de la boira
  - Castellà. Utinghami, el rey de la niebla. (Trad. Joles Sennell). La Galera, Barcelona, 1979.
  - Èuscar. Utinghami lainotako errege. (Trad. Arantxa Sarriegi). Euskal Liburu eta Kantuen Argitaldaria, Donostia, 1981.

## Premis literaris obtinguts
- Premi Josep Maria Folch i Torres de novel·les per a nois i noies 1976: L'escarabat verd.
- Premi Crítica Serra d'Or de literatura infantil i juvenil 1981: La fantasia inacabable d'Antoni Gaudí.
- Premi L'Esparver 1982: Lluna de tardor.
- Premi Guillem Cifre de Colonya 1983: Els set enigmes de l'iris.
- Premi Lola Anglada 1984: El planeta dels set sols.
- Premi de Literatura Infantil El Vaixell de Vapor 1991: S'ha de ser animal!.